# Marco Mancosu
Marco Mancosu (Cagliari, 22 agosto 1988) è un allenatore di calcio ed ex calciatore italiano, di ruolo centrocampista.

## Biografia
Ha due fratelli anch'essi calciatori professionisti: Matteo, maggiore di quattro anni, e Marcello, di quattro anni più giovane. Sposato, ha una figlia.

## Caratteristiche tecniche
Giocatore completo e tatticamente duttile, è utilizzato prevalentemente come mezzala o trequartista. Dotato tecnicamente, possiede un buon tiro dalla distanza ed è abile sulle palle inattive e negli inserimenti offensivi, andando sovente a finalizzare l'azione di gioco. Le qualità offensive gli consentono di giocare anche da seconda punta e da "falso nove". Si dimostra inoltre un valido rigorista: in carriera ha messo a segno 27 rigori su 36 calciati.

## Carriera

### Club

#### Gli inizi al Cagliari
Esterno di centrocampo, cresce nelle giovanili del Cagliari, arrivando a esordire in Serie A a 18 anni, nell'ultima giornata del campionato 2006-2007 in Ascoli-Cagliari (2-1), partita nella quale segna un gol di testa su calcio d'angolo.

#### Prestiti a Rimini, Empoli e Siracusa
Nella stagione 2008-09 viene ceduto in prestito al Rimini, ma ritorna anticipatamente al Cagliari durante il mercato invernale di riparazione. Il 16 luglio 2009 viene acquisito in prestito dall'Empoli nell'ambito dell'operazione di mercato che porta Lino Marzorati al Cagliari. Totalizza 7 presenze con i toscani nella Serie B 2009-2010. L'11 agosto 2010 viene ceduto dal Cagliari in comproprietà al Siracusa, in Prima Divisione e nella sua prima stagione in terza serie disputa 32 partite in campionato andando a segno 3 volte, più 4 presenze e un gol nella Coppa Italia di Lega Pro. A fine campionato, il 24 giugno 2011 viene riscattato e fa il suo ritorno al Cagliari, con il quale svolge tutto il ritiro pre-campionato con Massimo Ficcadenti, andando anche in panchina nel match valido per il terzo turno di Coppa Italia vinto dai rossoblù per 5-1 sull'AlbinoLeffe. Negli ultimi giorni di calciomercato però, il 28 agosto, viene rimandato in prestito al Siracusa, con la quale disputerà da protagonista 34 partite (più 2 di playoff) con ben 8 gol e fallendo la promozione dei siculi in Serie B con la sconfitta in semifinale nel doppio incontro contro la Virtus Lanciano.

#### Benevento e Casertana
Terminato il prestito con il Siracusa, ritorna a Cagliari per il ritiro ma il 25 luglio 2012 passa al Benevento, questa volta in comproprietà. Nella partita di Coppa Italia contro il San Marino segna il suo primo gol con la maglia del Benevento, mentre in campionato segna ancora 8 gol non riuscendo però a contribuire all'accesso ai playoff. Il 21 giugno 2013, all'apertura delle buste relative alle compartecipazioni, il Benevento si aggiudica l'intero cartellino del giocatore, che così deve abbandonare definitivamente la squadra che lo ha cresciuto. Nella seconda stagione in Campania è protagonista ed essa è quasi fotocopia di quella in Sicilia: 33 presenze e altri 8 gol, con cammino delle Streghe fermatosi in semifinale dei play-off contro il Lecce.
Nell'estate del 2014 inizia la terza stagione con il Benevento, ma dopo una presenza in campionato e 2 in Coppa Italia Serie C, passa alla Casertana, con la quale disputa altre due stagioni sempre in terza serie e in cui si conferma un centrocampista in grado di trovare facilmente la via del gol: segna 6 reti in 31 presenze nella stagione di Lega Pro 2014-2015 e 5 gol in 27 presenze nella stagione di Lega Pro 2015-2016, in cui colleziona anche una presenza nei play-off.

#### Lecce
Il 7 luglio 2016 si trasferisce al Lecce. Esordisce in maglia giallorossa il 30 luglio seguente, nella partita Lecce-AltoVicentino (2-1), valida per il primo turno di Coppa Italia, segnando il secondo gol dei suoi al Via del mare. È pedina fondamentale della squadra che raggiunge il secondo posto nel campionato di Lega Pro 2016-2017, per poi essere eliminata nei play-off, e il primo posto nel campionato di Serie C 2017-2018, piazzamento che consente al Lecce di vincere il girone C e ottenere la promozione in Serie B.
Tornato a disputare il campionato cadetto dopo otto anni, il 27 agosto 2018 Mancosu va a segno alla prima giornata sul campo del Benevento, aprendo le marcature della partita terminata 3-3. Con la partenza di Franco Lepore, alla fine di gennaio 2019 diventa capitano della squadra e il 14 febbraio rinnova il proprio contratto con la società salentina fino al giugno 2021. Con i giallorossi ottiene il secondo posto nel campionato cadetto e la conseguente promozione in Serie A, a cui contribuisce con 13 reti e 6 assist in 34 presenze.
Torna a calcare i campi della massima serie in occasione della prima giornata del campionato 2019-2020, nella gara persa in casa dell'Inter (4-0). Torna, invece, a segnare dopo dodici anni in massima serie realizzando il gol decisivo nella vittoria per 2-1 in casa del Torino alla terza giornata. Realizza la sua prima doppietta in Serie A, con entrambi i gol su calcio di rigore, il 25 settembre 2019, nel match SPAL-Lecce (1-3), partita in cui eguaglia Luis Muriel, anch'egli, nel 2011-2012, a segno con il Lecce in tre giornate consecutive in massima serie. Prima di Mancosu, l'unico giocatore del Lecce ad aver realizzato almeno 4 gol nelle prime 5 giornate del campionato di Serie A era stato Valeri Božinov (4 gol nelle prime 3 partite nel 2004-2005). L'annata, pur chiusasi con la retrocessione dei giallorossi in Serie B, è positiva sotto il profilo personale, con 14 gol segnati in 33 presenze, che fanno di Mancosu il secondo centrocampista più prolifico in stagione nei cinque maggiori campionati europei.
L'8 novembre 2020, andando in gol nella gara di Serie B vinta per 5-1 in casa della Virtus Entella, entra tra i primi dieci marcatori della storia del Lecce in campionato, con 42 marcature. Il 21 febbraio 2021, segnando dal dischetto nella gara casalinga di Serie B vinta per 3-1 in casa contro il Cosenza, raggiunge quota 50 reti con la maglia del Lecce, diventando il centrocampista più prolifico nella storia del club. Il 5 maggio rende noto di essersi operato, il 26 marzo, per un tumore; ciononostante continua a vestire la maglia dei salentini sino all'epilogo stagionale, con l'eliminazione del Lecce nelle semifinali dei play-off contro il Venezia: nella partita di ritorno, al Via del mare, il giocatore fallisce un calcio di rigore a una decina di minuti dal termine della sfida. Il 26 maggio comunica di essere guarito dalla malattia.
Nell'agosto 2021, di ritorno dalla trasferta in Paesi Bassi dopo l'amichevole contro l'Heerenveen, comunica al Lecce la volontà di valutare alcune situazioni di calciomercato che lo riguardano, nell'ottica di una possibile cessione, venendo di conseguenza escluso dalla rosa a poche ore dall'esordio stagionale in Coppa Italia sul campo del Parma. A seguito della pubblicazione su Instagram di una vignetta da parte del procuratore del giocatore, il Lecce e il suo direttore sportivo Pantaleo Corvino, ritenendo offensivo il contenuto del messaggio, decidono di procedere in sede legale, presentando un esposto presso la procura federale sportiva per tutelare la propria immagine, ritenuta lesa. Malgrado i contrasti tra le parti, il presidente del club giallorosso rende nota la volontà del club di assecondare le richieste del calciatore, rinunciando a qualsiasi pretesa economica e alla clausola rescissoria di 2,5 milioni di euro prevista per la cessione di Mancosu pur di "liberarlo".

#### SPAL
Il 20 agosto 2021 viene prelevato dalla SPAL a titolo definitivo. Debutta con gli spallini il 22 agosto seguente, in Pisa-SPAL (1-0), prima giornata del campionato Serie B 2021-2022; segna il suo primo gol con i ferraresi il 29 agosto, nella partita casalinga vinta per 5-0 contro il Pordenone. Termina il campionato con 34 presenze e 6 gol. Nella stagione seguente disputa due partite in maglia spallina, una di Serie B e una di Coppa Italia. Il 17 agosto 2022 risolve consensualmente il contratto con il club ferrarese.

#### Ritorno a Cagliari
Il 18 agosto 2022, subito dopo essersi svincolato dal club ferrarese, si trasferisce al Cagliari, tornando nel club in cui è cresciuto calcisticamente. Esordisce tre giorni dopo, andando in gol nella gara casalinga contro il Cittadella, vinta in rimonta per 2-1. Dopo avere trovato spazio inizialmente, il suo impiego cala nel corso della stagione a causa di un infortunio. Chiude l'annata ottenendo la promozione in Serie A tramite i play-off, con 6 reti segnate in stagione.
Nella massima serie colleziona solo 6 presenze, restando svincolato al termine della stagione 2023-2024 per poi ritirarsi.

### Allenatore
Nell'estate del 2024 viene ammesso al corso UEFA B che consente di essere tesserati come collaboratori negli staff di Serie A e B e di essere allenatori in seconda in Serie C oltre a poter allenare tutte le prime squadre fino alla Serie D.
Il 23 agosto 2024 viene ufficializzato dal Cagliari il suo nuovo ruolo di tecnico dell'Under 18 delle giovanili. Nell’ottobre dello stesso anno consegue la qualifica UEFA B che consente di essere tesserati come collaboratori negli staff di Serie A e B e di essere allenatori in seconda in Serie C oltre a poter allenare tutte le prime squadre fino alla Serie D.

### Nazionale
È stato nel giro delle nazionali giovanili italiane (5 presenze tra Under-15 e Under-16). Con l'Under-17 allenata da Francesco Rocca ha preso parte al campionato europeo di categoria del 2005 e totalizzato 10 presenze. Ha giocato anche 4 gare con l'Under-20.
Il 12 agosto 2009 ha collezionato la sua prima e unica presenza in nazionale Under-21, entrando in campo all'83º minuto della partita amichevole Russia-Italia (3-2) giocata allo stadio Petrovskij di San Pietroburgo.

## Statistiche

### Presenze e reti nei club
Statistiche aggiornate al 23 maggio 2024.
| Stagione         | Squadra          | Campionato       | Campionato | Campionato | Coppe nazionali | Coppe nazionali | Coppe nazionali | Coppe continentali | Coppe continentali | Coppe continentali | Altre coppe | Altre coppe | Altre coppe | Totale | Totale |
| Stagione         | Squadra          | Comp             | Pres       | Reti       | Comp            | Pres            | Reti            | Comp               | Pres               | Reti               | Comp        | Pres        | Reti        | Pres   | Reti   |
| ---------------- | ---------------- | ---------------- | ---------- | ---------- | --------------- | --------------- | --------------- | ------------------ | ------------------ | ------------------ | ----------- | ----------- | ----------- | ------ | ------ |
| 2006-2007        | Cagliari         | A                | 1          | 1          | CI              | 0               | 0               | -                  | -                  | -                  | -           | -           | -           | 1      | 1      |
| 2007-2008        | Cagliari         | A                | 10         | 0          | CI              | 3               | 0               | -                  | -                  | -                  | -           | -           | -           | 13     | 0      |
| 2008-gen. 2009   | Rimini           | B                | 5          | 0          | CI              | 1               | 0               | -                  | -                  | -                  | -           | -           | -           | 6      | 0      |
| gen.-giu. 2009   | Cagliari         | A                | 2          | 0          | CI              | 0               | 0               | -                  | -                  | -                  | -           | -           | -           | 2      | 0      |
| 2009-2010        | Empoli           | B                | 7          | 0          | CI              | 1               | 0               | -                  | -                  | -                  | -           | -           | -           | 8      | 0      |
| 2010-2011        | Siracusa         | 1D               | 32         | 3          | CI-LP           | 4               | 1               | -                  | -                  | -                  | -           | -           | -           | 36     | 4      |
| 2011-2012        | Siracusa         | 1D               | 34+2       | 8          | CI+CI-LP        | 0               | 0               | -                  | -                  | -                  | -           | -           | -           | 36     | 8      |
| Totale Siracusa  | Totale Siracusa  | Totale Siracusa  | 66+2       | 11         |                 | 4               | 1               |                    | -                  | -                  |             | -           | -           | 72     | 12     |
| 2012-2013        | Benevento        | 1D               | 29         | 8          | CI+CI-LP        | 2+2             | 1+0             | -                  | -                  | -                  | -           | -           | -           | 33     | 9      |
| 2013-2014        | Benevento        | 1D               | 30+3       | 7+1        | CI+CI-LP        | 3+0             | 0               | -                  | -                  | -                  | -           | -           | -           | 36     | 8      |
| ago. 2014        | Benevento        | LP               | 1          | 0          | CI+CI-LP        | 2+0             | 0               | -                  | -                  | -                  | -           | -           | -           | 3      | 0      |
| Totale Benevento | Totale Benevento | Totale Benevento | 60+3       | 15+1       |                 | 9               | 1               |                    | -                  | -                  |             | -           | -           | 72     | 17     |
| ago. 2014-2015   | Casertana        | LP               | 30         | 6          | CI+CI-LP        | 0+1             | 0               | -                  | -                  | -                  | -           | -           | -           | 31     | 6      |
| 2015-2016        | Casertana        | LP               | 27+1       | 5          | CI+CI-LP        | 0               | 0               | -                  | -                  | -                  | -           | -           | -           | 28     | 5      |
| Totale Casertana | Totale Casertana | Totale Casertana | 57+1       | 11         |                 | 1               | 0               |                    | -                  | -                  |             | -           | -           | 59     | 11     |
| 2016-2017        | Lecce            | LP               | 30+4       | 6          | CI+CI-LP        | 3+0             | 1+0             | -                  | -                  | -                  | -           | -           | -           | 37     | 7      |
| 2017-2018        | Lecce            | C                | 33         | 7          | CI+CI-C         | 3+3             | 0+1             | -                  | -                  | -                  | SC          | 2           | 0           | 41     | 8      |
| 2018-2019        | Lecce            | B                | 34         | 13         | CI              | 2               | 0               | -                  | -                  | -                  | -           | -           | -           | 36     | 13     |
| 2019-2020        | Lecce            | A                | 33         | 14         | CI              | 0               | 0               | -                  | -                  | -                  | -           | -           | -           | 33     | 14     |
| 2020-2021        | Lecce            | B                | 29+2       | 8          | CI              | 1               | 0               | -                  | -                  | -                  | -           | -           | -           | 31     | 8      |
| Totale Lecce     | Totale Lecce     | Totale Lecce     | 160+6      | 48         |                 | 12              | 2               |                    | -                  | -                  |             | 2           | 0           | 180    | 50     |
| 2021-2022        | SPAL             | B                | 34         | 6          | CI              | -               | -               | -                  | -                  | -                  | -           | -           | -           | 34     | 6      |
| ago. 2022        | SPAL             | B                | 1          | 0          | CI              | 1               | 0               | -                  | -                  | -                  | -           | -           | -           | 2      | 0      |
| Totale SPAL      | Totale SPAL      | Totale SPAL      | 35         | 6          |                 | 1               | 0               |                    | -                  | -                  |             | -           | -           | 36     | 6      |
| ago. 2022-2023   | Cagliari         | B                | 23+4       | 5          | CI              | 1               | 0               | -                  | -                  | -                  | -           | -           | -           | 27     | 5      |
| 2023-2024        | Cagliari         | A                | 6          | 0          | CI              | 1               | 0               | -                  | -                  | -                  | -           | -           | -           | 7      | 0      |
| Totale Cagliari  | Totale Cagliari  | Totale Cagliari  | 42+4       | 6          |                 | 5               | 0               |                    | -                  | -                  |             | -           | -           | 51     | 6      |
| Totale carriera  | Totale carriera  | Totale carriera  | 433+15     | 98         |                 | 34              | 4               |                    | -                  | -                  |             | 2           | 0           | 484    | 102    |

### Cronologia presenze e reti in nazionale
| Cronologia completa delle presenze e delle reti in nazionale ― Italia under 21 | Cronologia completa delle presenze e delle reti in nazionale ― Italia under 21 | Cronologia completa delle presenze e delle reti in nazionale ― Italia under 21 | Cronologia completa delle presenze e delle reti in nazionale ― Italia under 21 | Cronologia completa delle presenze e delle reti in nazionale ― Italia under 21 | Cronologia completa delle presenze e delle reti in nazionale ― Italia under 21 | Cronologia completa delle presenze e delle reti in nazionale ― Italia under 21 | Cronologia completa delle presenze e delle reti in nazionale ― Italia under 21 |
| Data                                                                           | Città                                                                          | In casa                                                                        | Risultato                                                                      | Ospiti                                                                         | Competizione                                                                   | Reti                                                                           | Note                                                                           |
| ------------------------------------------------------------------------------ | ------------------------------------------------------------------------------ | ------------------------------------------------------------------------------ | ------------------------------------------------------------------------------ | ------------------------------------------------------------------------------ | ------------------------------------------------------------------------------ | ------------------------------------------------------------------------------ | ------------------------------------------------------------------------------ |
| 12-8-2009                                                                      | San Pietroburgo                                                                | Russia under 21                                                                | 3 – 2                                                                          | Italia under 21                                                                | Amichevole                                                                     | -                                                                              |                                                                                |
| Totale                                                                         |                                                                                | Presenze                                                                       | 1                                                                              |                                                                                | Reti                                                                           | 0                                                                              |                                                                                |

| Cronologia completa delle presenze e delle reti in nazionale ― Italia under 20 | Cronologia completa delle presenze e delle reti in nazionale ― Italia under 20 | Cronologia completa delle presenze e delle reti in nazionale ― Italia under 20 | Cronologia completa delle presenze e delle reti in nazionale ― Italia under 20 | Cronologia completa delle presenze e delle reti in nazionale ― Italia under 20 | Cronologia completa delle presenze e delle reti in nazionale ― Italia under 20 | Cronologia completa delle presenze e delle reti in nazionale ― Italia under 20 | Cronologia completa delle presenze e delle reti in nazionale ― Italia under 20 |
| Data                                                                           | Città                                                                          | In casa                                                                        | Risultato                                                                      | Ospiti                                                                         | Competizione                                                                   | Reti                                                                           | Note                                                                           |
| ------------------------------------------------------------------------------ | ------------------------------------------------------------------------------ | ------------------------------------------------------------------------------ | ------------------------------------------------------------------------------ | ------------------------------------------------------------------------------ | ------------------------------------------------------------------------------ | ------------------------------------------------------------------------------ | ------------------------------------------------------------------------------ |
| 5-9-2007                                                                       | Lugano                                                                         | Svizzera under 20                                                              | 0 – 0                                                                          | Italia under 20                                                                | Torneo Quattro Nazioni Under-20                                                | -                                                                              |                                                                                |
| 25-3-2008                                                                      | Nuoro                                                                          | Italia under 20                                                                | 0 – 1                                                                          | Austria under 20                                                               | Torneo Quattro Nazioni Under-20                                                | -                                                                              | 68’                                                                            |
| 9-4-2008                                                                       | Friedrichshafen                                                                | Germania under 20                                                              | 0 – 0                                                                          | Italia under 20                                                                | Torneo Quattro Nazioni Under-20                                                | -                                                                              |                                                                                |
| 30-4-2008                                                                      | Stegersbach                                                                    | Austria under 20                                                               | 0 – 1                                                                          | Italia under 20                                                                | Torneo Quattro Nazioni Under-20                                                | -                                                                              | 46’                                                                            |
| Totale                                                                         |                                                                                | Presenze                                                                       | 4                                                                              |                                                                                | Reti                                                                           | 0                                                                              |                                                                                |

## Palmarès
- Serie C: 1

Lecce: 2017-2018 (girone C)